# Ginevra Sforza
Ginevra Sforza (Ancona, 1440 – Busseto, 16 maggio 1507) era figlia illegittima di Alessandro Sforza, signore di Pesaro.

## Biografia
Sposò il maturo Sante Bentivoglio, cugino di Giovanni II Bentivoglio, il 19 maggio 1454 presso la chiesa di San Giacomo Maggiore. Al primo marito diede due figli:
- Costanza (inizi del 1458[2]-aprile 1491), che sposò Antonio Maria Pico della Mirandola;
- Ercole (1459-1507), condottiero, che sposò Barbara Torelli

Nel 1463 rimase vedova e l'anno dopo, il 2 maggio 1464, sposò Giovanni II, divenendo fra l'altro sua consigliera. Probabilmente tra i due era già nata una relazione.

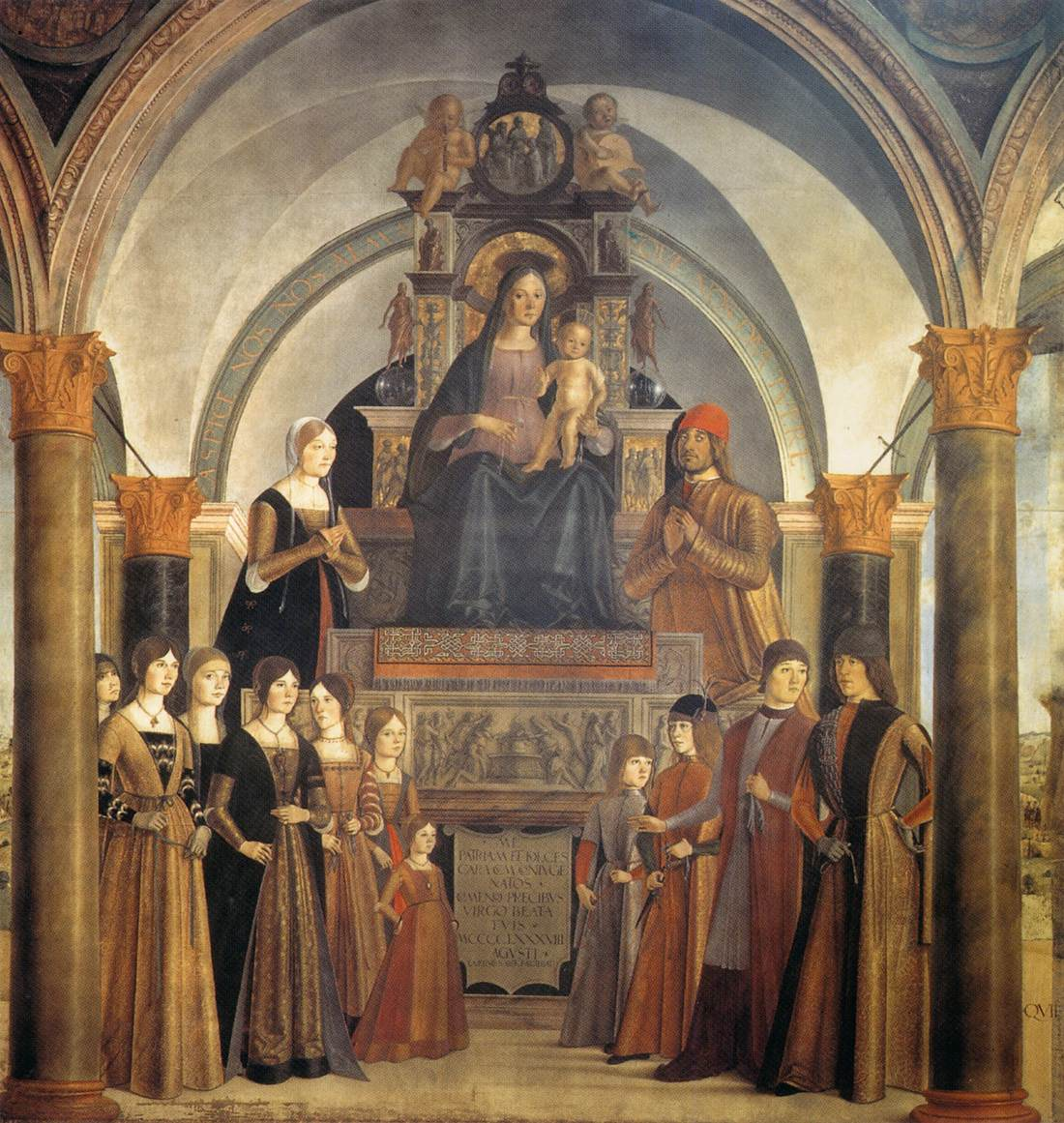
Famiglia Bentivoglio, di Lorenzo Costa

Strinse amicizia con Gentile Budrioli, moglie del notaio Alessandro Cimieri, che venne accusata di stregoneria e messa al rogo nel 1498.
Nel 1466 il papa Paolo II riconobbe la signoria di Giovanni e gli attribuì il Vicariato papale di Bologna.
Dopo aver affrontato quella dei Malvezzi nel 1488, nel 1501 i Bentivoglio scoprirono un'altra congiura organizzata dalla famiglia rivale dei Marescotti. Su consiglio di Ginevra, molti membri della famiglia furono uccisi per vendetta.
Nel 1505 i congiurati scampati alle stragi chiesero aiuto al papa Giulio II il quale ordinò a Giovanni II di lasciare la città insieme alla famiglia. Ginevra, esiliata a Parma, dove aveva trovato rifugio presso il marchese Pallavicino, venne scomunicata in quanto non si era allontanata sufficientemente da Bologna. Giulio II si rifiutò sempre di riceverla, nonostante le numerose suppliche, nel suo stesso castello di Ponte Poledrano (oggi Bentivoglio) del quale il Papa aveva preso possesso.
A Bologna le proprietà dei Bentivoglio furono saccheggiate e il Palazzo Bentivoglio raso al suolo.
Morì il 16 maggio 1507 e il suo corpo venne sepolto in una fossa comune nei pressi di Busseto. L'anno dopo morì anche Giovanni.

## Discendenza
Ginevra diede al marito Giovanni II sedici figli, di cui cinque morirono nella prima infanzia:
- Annibale (1465-infante);
- Bianca (25 marzo 1467-1519), sposa di Niccolò Maria Rangoni signore di Spilamberto dal 1481;
- Francesca (18 febbraio 1468-1504), sposata a Galeotto Manfredi che uccise, e poi a Guido II Torelli;
- Annibale (4 febbraio 1469-1540) che sposò Lucrezia, figlia di Ercole I d'Este e fu signore di Bologna dal 1511 al 1512;
- Eleonora (poco prima del 2 aprile 1470-1540) moglie di Giberto Pio di Carpi dal 1486;
- Donnina (28 luglio 1471-infante);
- Antongaleazzo (7 dicembre 1472-1525) prelato;
- Camilla (20 dicembre 1473-1541), monaca al Corpus Domini in Bologna;
- Alessandro (fine 1474-1532), che sposò Ippolita Sforza;
- Violante (novembre 1475-?), sposa di Pandolfo IV Malatesta;
- Ermes (fine 1476-1513);
- Laura (17 ottobre 1477-1523), sposa di Giovanni Gonzaga;
- Isotta (1478-infante);
- Isotta (1479-?), fidanzata nel 1488 a Ottaviano Riario, ruppe il fidanzamento nel 1496 per farsi monaca al Corpus Domini[5];
- Cornelio (26 febbraio 1481-infante);
- Ludovico (27 giugno 1482-infante).

## Ascendenza
|                        |   |                  | Genitori           |  |  | Nonni |  |  | Bisnonni           |  |  | Trisnonni       |  |
|                        |   |                  |                    |  |  |       |  |  | Giovanni Attendolo |  |  | Muzio Attendolo |  |
|                        |   |                  |                    |  |  |       |  |  | Giovanni Attendolo |  |  | Muzio Attendolo |  |
|                        |   | …                |                    |  |  |       |  |  | Giovanni Attendolo |  |  |                 |  |
| Muzio Attendolo Sforza |   |                  |                    |  |  |       |  |  | Giovanni Attendolo |  |  |                 |  |
|                        |   | Elisa Petraccini | Ugolino Petraccini |  |  |       |  |  |                    |  |  |                 |  |
|                        |   | Elisa Petraccini | Ugolino Petraccini |  |  |       |  |  |                    |  |  |                 |  |
|                        |   | Elisa Petraccini | …                  |  |  |       |  |  |                    |  |  |                 |  |
| Alessandro Sforza      |   | Elisa Petraccini |                    |  |  |       |  |  |                    |  |  |                 |  |
|                        |   | …                | …                  |  |  |       |  |  |                    |  |  |                 |  |
|                        |   | …                | …                  |  |  |       |  |  |                    |  |  |                 |  |
|                        |   | …                | …                  |  |  |       |  |  |                    |  |  |                 |  |
| Lucia Terzani          |   | …                |                    |  |  |       |  |  |                    |  |  |                 |  |
|                        |   | …                | …                  |  |  |       |  |  |                    |  |  |                 |  |
|                        |   | …                | …                  |  |  |       |  |  |                    |  |  |                 |  |
|                        |   | …                | …                  |  |  |       |  |  |                    |  |  |                 |  |
| Ginevra Sforza         |   | …                |                    |  |  |       |  |  |                    |  |  |                 |  |
|                        | … | …                |                    |  |  |       |  |  |                    |  |  |                 |  |
|                        | … | …                |                    |  |  |       |  |  |                    |  |  |                 |  |
|                        | … | …                |                    |  |  |       |  |  |                    |  |  |                 |  |
| …                      | … |                  |                    |  |  |       |  |  |                    |  |  |                 |  |
|                        |   | …                | …                  |  |  |       |  |  |                    |  |  |                 |  |
|                        |   | …                | …                  |  |  |       |  |  |                    |  |  |                 |  |
|                        |   | …                | …                  |  |  |       |  |  |                    |  |  |                 |  |
| …                      |   | …                |                    |  |  |       |  |  |                    |  |  |                 |  |
|                        |   | …                | …                  |  |  |       |  |  |                    |  |  |                 |  |
|                        |   | …                | …                  |  |  |       |  |  |                    |  |  |                 |  |
|                        |   | …                | …                  |  |  |       |  |  |                    |  |  |                 |  |
| …                      |   | …                |                    |  |  |       |  |  |                    |  |  |                 |  |
|                        |   | …                | …                  |  |  |       |  |  |                    |  |  |                 |  |
|                        |   | …                | …                  |  |  |       |  |  |                    |  |  |                 |  |
|                        |   | …                | …                  |  |  |       |  |  |                    |  |  |                 |  |
|                        |   | …                |                    |  |  |       |  |  |                    |  |  |                 |  |